# Calamagrostis subacrochaeta
Calamagrostis subacrochaeta är en gräsart som beskrevs av Takenoshin Nakai. Calamagrostis subacrochaeta ingår i släktet rör, och familjen gräs. Inga underarter finns listade i Catalogue of Life.